# Wat Chaiwatthanaram
Wat Chaiwatthanaram hoặc Wat Chai Watthanaram (tiếng Thái: วัดไชยวัฒนาราม, phiên âm: Vát Chai-vát-tha-na-lam) là một ngôi đền nằm trong quần thể di tích Công viên lịch sử Ayutthaya - thuộc thành phố Ayutthaya – thủ phủ của tỉnh lị Ayutthaya.

## Vị trí
Wat Chaiwatthanaram nằm về phía Tây thành phố men theo dọc bờ sông Chao Phraya . Vua Prasat Thong đã xây dựng đền vào năm 1630 và có nhiều nét tương đồng với kiến trúc của Angkor Wat.
Cũng giống như nhiều ngôi đền - chùa khác, Wat Chaiwatthanaram mở cửa từ 8g-18g mỗi ngày, miễn phí cho người bản địa và thu 30 baht/khách du lịch ngoại quốc. Theo du khách nhận xét, ngôi đền có nét tương đồng gần giống với đền Angkor Wat theo thuyết cân đối vũ trụ lấy đền núi Meru làm trung tâm và xung quanh là các tháp nhỏ.
Chính ngay tại trung tâm là Prang Noi cao 35 m, được xem là tháp trung tâm. Xung quanh là các tháp nhỏ gồm 8 tháp theo bốn góc hình vuông và xem tháp Prang Noi là trung tâm. Các tháp này được nối với nhau bằng các dãy hành lang. Dọc theo các hành lang là 120 bức tượng Phật. Tiếc thay, 120 bức tượng Phật này đều bị mất đầu vào năm 1767. Chính sự xâm lược của quân đội Burma lúc bấy giờ, chúng đã ra lệnh phá hủy các bức tượng này.

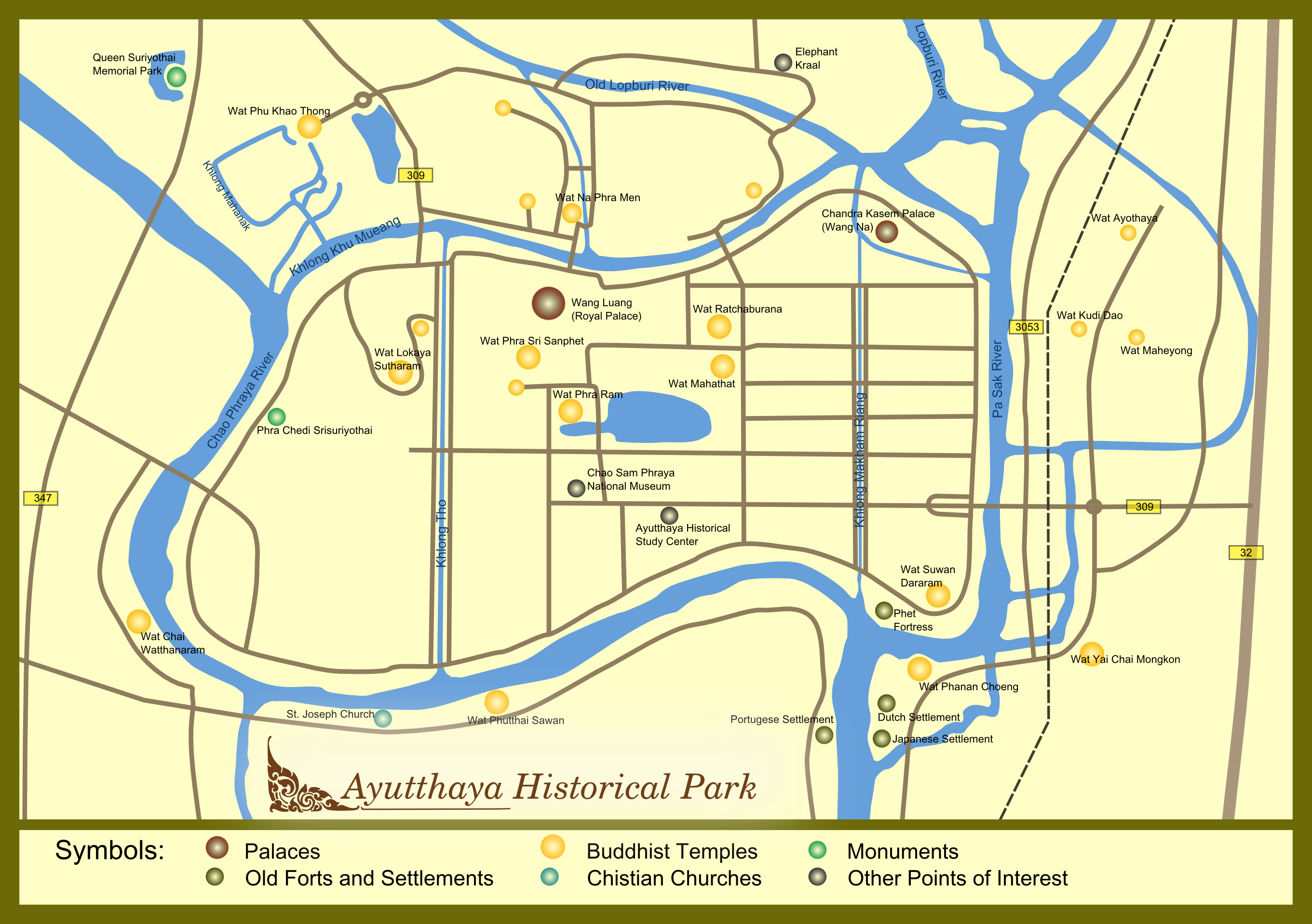
Xem vị trí chùa trên bản đồ

Dưới mái vòm của tám ngôi tháp nhỏ xung quanh đỉnh Prang Noi vũ trụ có 12 bức tượng Phật mạ vàng được tạc chìm vào trong tường, mỗi ngôi tháp ở đỉnh góc vuông có hai bức tượng hướng về hai phía của hai dãy hành lang, các ngôi tháp ở đối diện với lối cầu thang lên đỉnh Prang Noi chỉ có duy nhất bức tượng. Wat Chaiwatthanaram được bao quanh bởi ba vòng tường gạch, tuy nhiên vòng tường số 1 và số 2 bị hư hỏng và phá hủy gần hết, chỉ còn vòng tường thứ 3 - nơi tựa lưng của 120 pho tượng Phật không đầu - vẫn còn hoặc đã được khôi phục vào năm 1987.
Chùa còn là một trong những ngôi đền gạch đẹp nhất ở Ayutthaya với kiến trúc đồ sộ và lộng lẫy. Đây cũng là nơi lý tưởng để ngắm hoàng hôn trên sông Chao Phraya

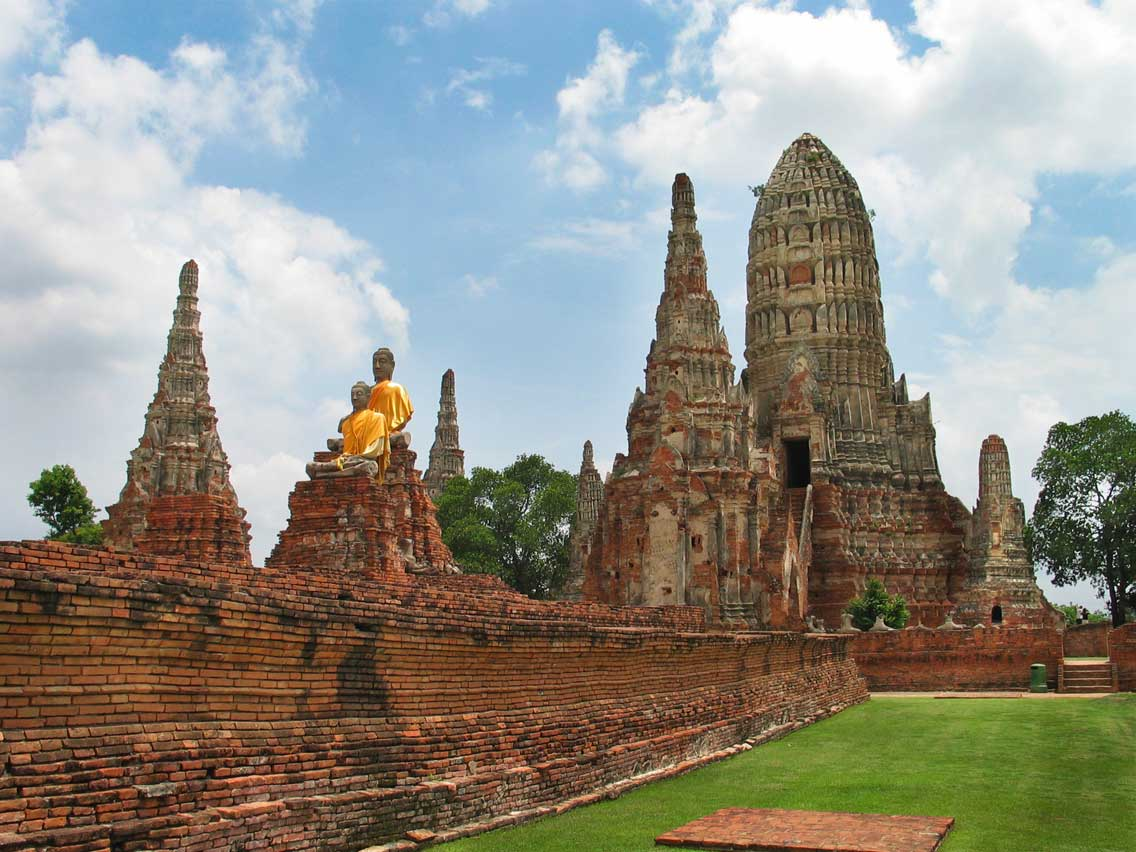
Các bức tường gạch đỏ chạy bao quanh di tích
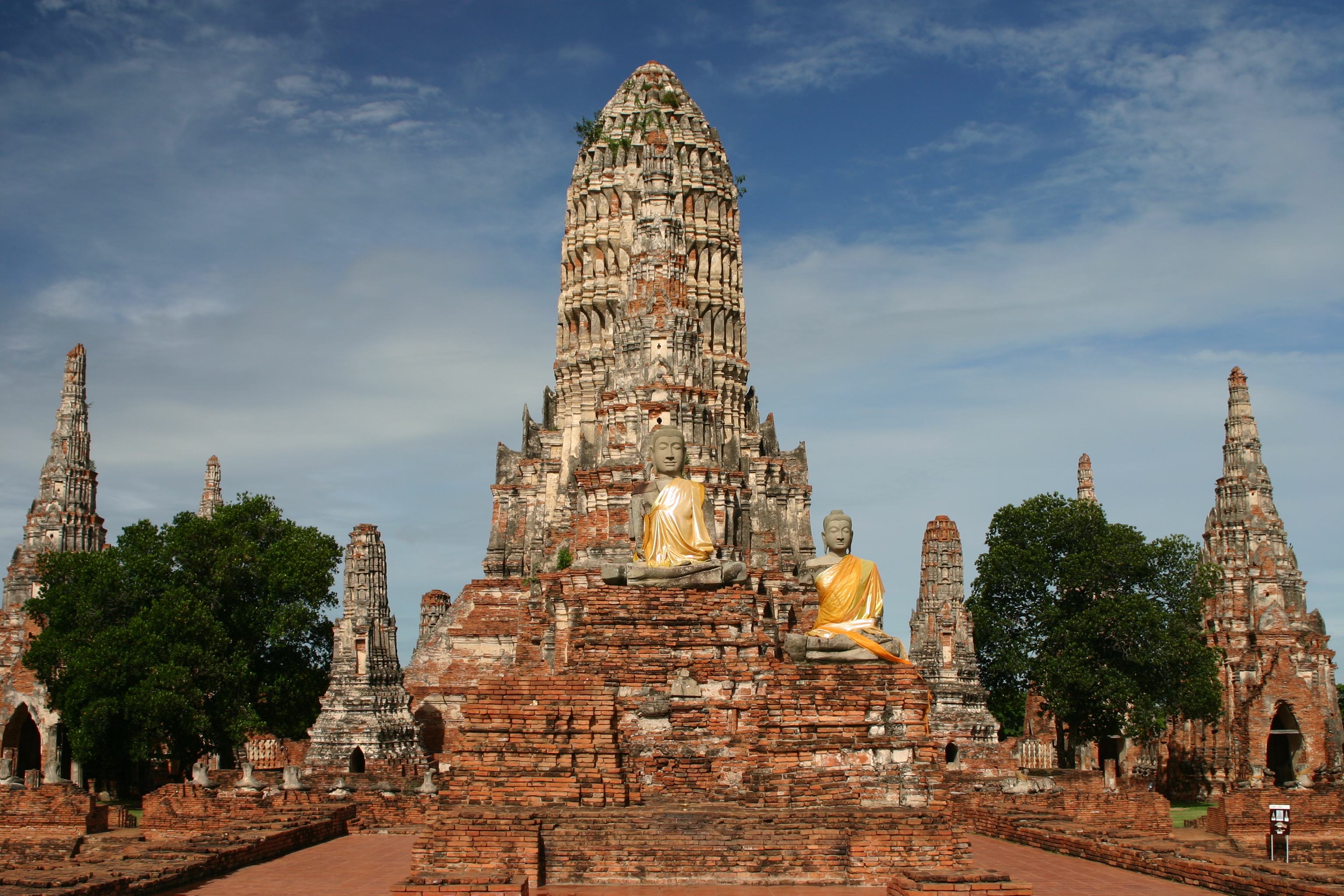
Tháp trung tâm Wat Chaiwatthanaram - điển hình cho kiến trúc núi Meru theo phong cách Thái
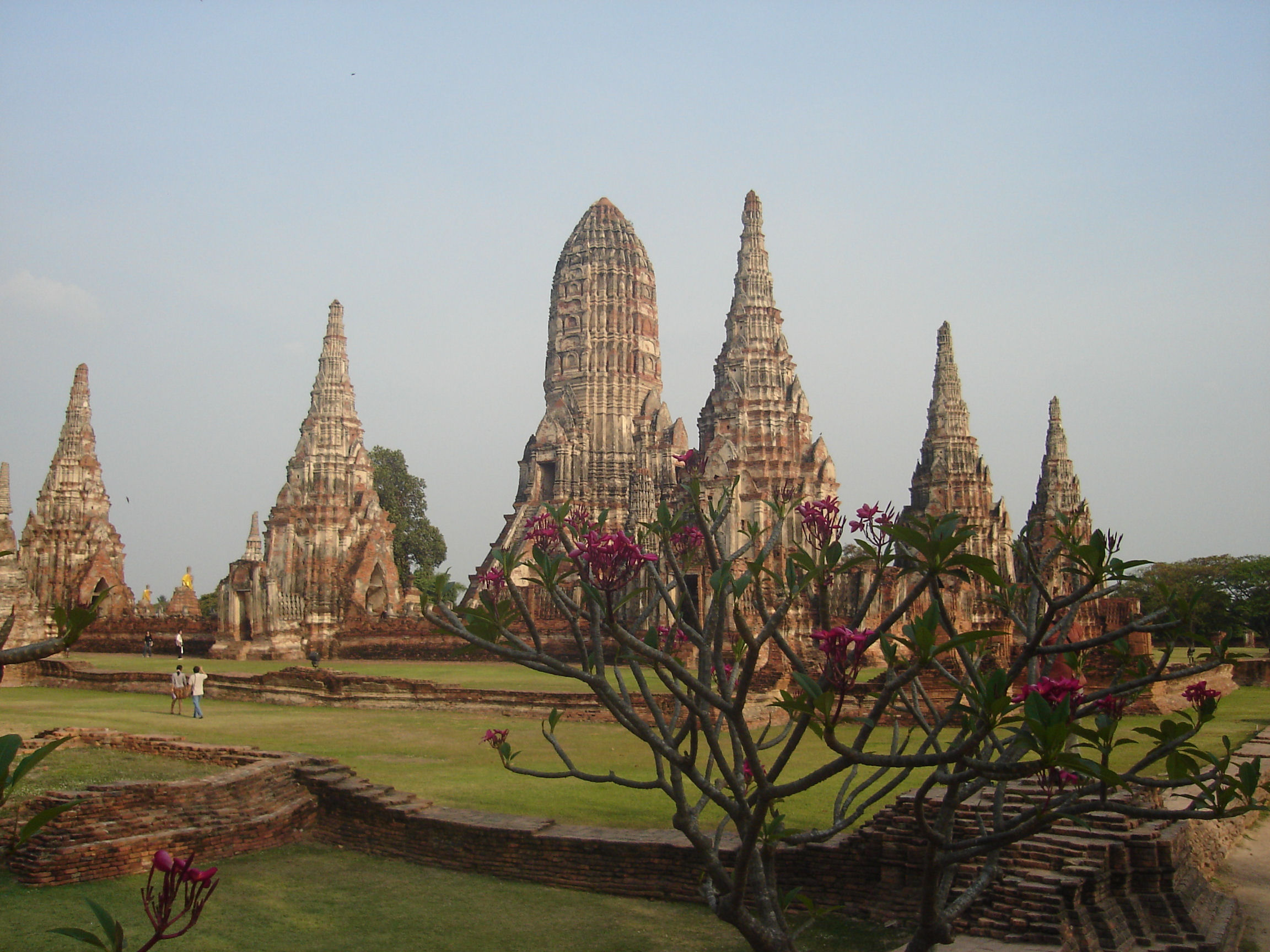
Wat Chaiwatthanaram tương tự kiến trúc của Angkor Wat